# 루서 밴드로스
루서 밴드로스(Luther Vandross, 1951년 4월 20일 ~ 2005년 7월 1일)는 미국의 싱어송라이터이다.

## 같이 보기
- 루터 버거